# Mestres Cellerers de Catalunya
Els Mestres Cellerers de Catalunya és una associació professional privada i lliure, d'àmbit català, fundada per dur a terme activitats d'acord amb la seua finalitat, la promoció i la divulgació de les relacions humanes, socials, culturals i tècniques referides al vi, al cava i a tota mena de begudes espirituoses.
Pretén posar a l'abast dels consumidors productes servits en establiments d'alt nivell de qualitat, amb un tracte humà correcte. Cadascun disposa de personal especialitzat per tal d'oferir bona atenció i assessorament als clients.